# 武田久吉

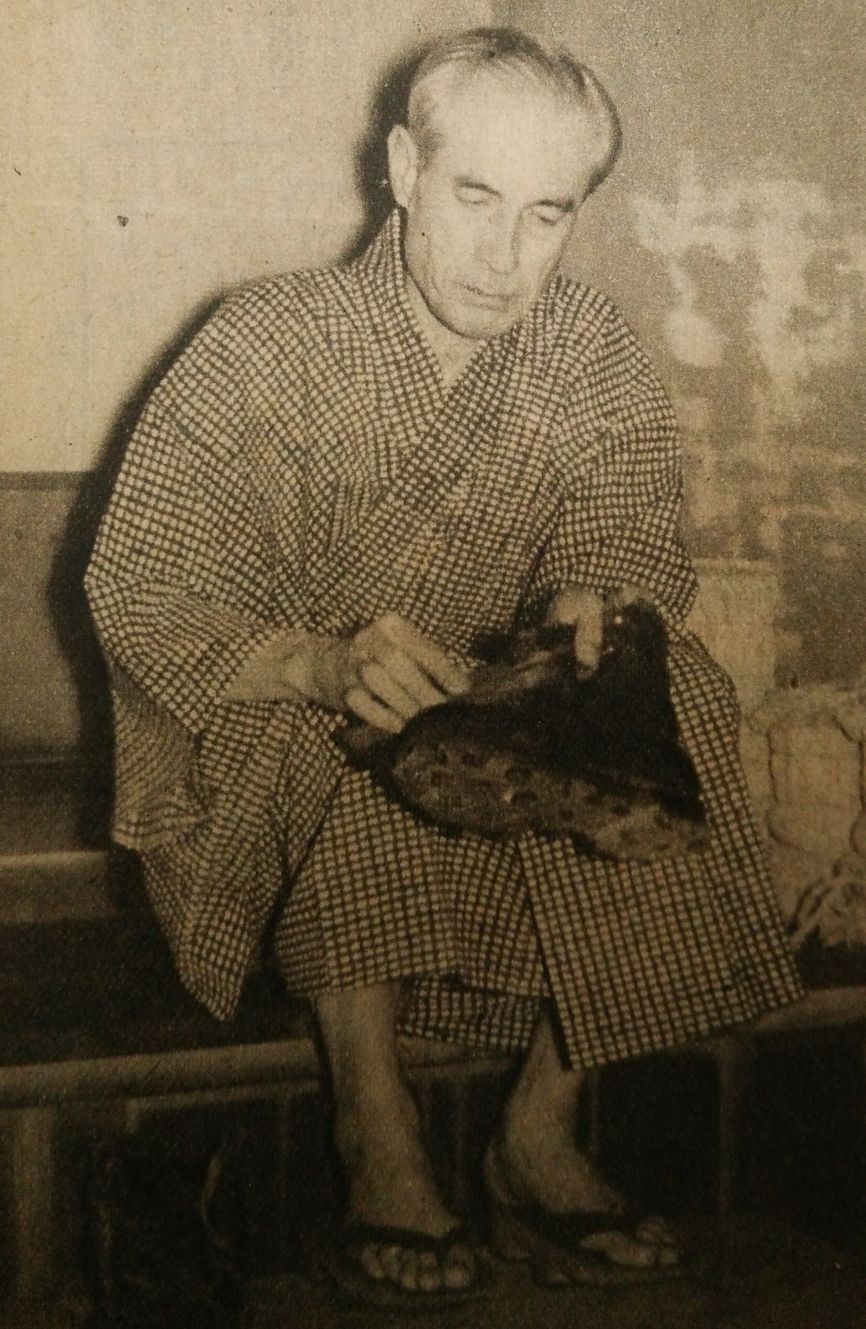
武田久吉

武田 久吉（たけだ ひさよし、1883年（明治16年）3月2日 - 1972年（昭和47年）6月7日）は、日本の植物学者、登山家。

## 略歴
東京府出身。イギリスの外交官アーネスト・サトウと日本人の武田兼との間に生まれた次男。1901年に府立一中を卒業し、東京外国語学校で語学を学ぶ。1910年にイギリスに留学、キューガーデンで植物学の研究を始める。1913年に帰国、1915年に再び渡英し、バーミンガム大学で研究し、1916年に色丹島の植物の研究で東京帝国大学より理学博士の学位を授与される。1916年京都大学臨湖実験所講師、1920年北海道大学講師、1928年から1939年まで京都大学の講師を務めた。
1905年（明治38年）に日本山岳会を創立し、のちに同会の第6代会長を務めた。また、初代日本山岳協会会長、日本自然保護協会会長を歴任した。1970年（昭和45年）に秩父宮記念学術賞を受賞する。1972年6月7日、死去した。89歳没。墓所は日光市浄光寺。千代田区富士見2丁目の武田邸跡は法政大学に買収され、80年館（図書館・研究室棟）が建てられた。
各地の山を登り高山植物の研究を行い、尾瀬の保護に努めたことから「尾瀬の父」と呼ばれている。

## 家族
妻の直（旧姓・末吉）との間に娘が2人いる。
父親のサトウは久吉が生まれてすぐに帰国するが、シャム駐在総領事代理となった翌年の休暇中に日本を訪れて家族と再会し、麹町区富士見四丁目(現在の千代田区富士見二丁目)に家を購入して離日、ウルグアイ駐在領事時代の1890年には7歳の久吉に近況を知らせる日本語の手紙を書き、英語を学ぶよう助言。その2年後、モロッコ駐在領事となった父親に久吉は英語で手紙を出し、それ以降、植物と登山を共通の趣味とする二人の文通はサトウの最晩年まで続いた。兄の栄太郎が英国留学のため離日したまま1900年より病気療養のために転居したアメリカに永住してしまったため、久吉は1904年に日本での学業を終えたものの、寂しがる母を気遣って日本に残り、1910年に英国留学後は登山好きの父親としばしば植物採集に出かけた。

## 主な著書
- 『尾瀬と鬼怒沼』 梓書房、1930年（平凡社ライブラリー、1996年）
- 『登山と植物』 河出書房、1938年（日本文芸社、1970年）
- 『高山の植物』 アルス、1941年
- 『道祖神』 アルス、1942年
- 『民俗と植物』 山岡書店、1948年（講談社学術文庫、1999年）
- 『尾瀬』 岩波写真文庫、1951年
- 『高嶺の花』 山と渓谷社、1956年
- 『原色日本高山植物図鑑』 保育社、1959年
- 『続原色日本高山植物図鑑』 保育社、1964年